# Richard of the Provender (Bischof, † 1178)
Richard of the Provender (auch de Prebenda) († 1178) war ein schottischer Geistlicher. Ab 1170 war er Bischof von Dunkeld.
Richard of the Provender diente als Kaplan für König Wilhelm. Nach seinem Beinamen war er der leitende Beamte des königlichen Haushalts. 1170 erreichte der König, dass Richard zum Bischof der Diözese Dunkeld gewählt wurde. Am 10. August 1170 wurde er von Bischof Richard von St Andrews in St Andrews zum Bischof geweiht. Trotz seines geistlichen Amtes gehörte Richard offenbar aber weiter dem königlichen Haushalt an. 1174 bezeugte er den Vertrag von Falaise, mit dem der in englische Gefangenschaft geratene König seine Freiheit zurückerhielt. Nach 1175 bezeugte Richard häufig Urkunden in Stirling, wo um diese Zeit die königliche Kämmerei entstand. Dort gehörte es zu Richards Aufgaben, Einkünfte zu verzeichnen und für Zahlungen oder Konsum aufzuzeichnen.